# Edward Jacobs
Edward Jacobs (Halle, (Bèlgica), 9 de febrer, 1851 - Brussel·les, 3 de març, 1925) fou violoncel·lista i professor de música belga.

## Biografia
Va començar a estudiar música com a contrabaixista, després va passar al violoncel als vint anys, després de graduar-se al Conservatori de Brussel·les a la classe de Joseph Servais el 1877 (també va estudiar amb Gustave Libotton). Al final de la seva formació, va marxar a Alemanya i va tocar a l'orquestra de la cort de Weimar. El 1885 va tornar a Brussel·les per substituir el seu difunt professor Joseph Servais i fins al 1920 va ensenyar violoncel al Conservatori de Brussel·les.
Entre els seus alumnes, recordem en particular: Isaac Mossel, Felix Salmond, Ivan d'Archambeau i Georg Schnéevoigt. Pau Casals va ser inicialment conduït a ser alumne de Jacobs, després d'haver rebut una beca reial a Espanya per ser admès a la classe de Jacobs a Brussel·les el 1895; no obstant això, des de la primera lliçó, Casals, considerant les maneres sense tacte de Jacobs, i la resta d'estudiants amb talent, es van negar a continuar els seus estudis i l'endemà se'n van anar a París.
Juntament amb les seves activitats docents, Jacobs va continuar la seva carrera concertística, fent gires extenses per Europa, inclòs a Sant Petersburg; Segons Zalessky, Jacobs era particularment popular a Rússia. Des del 1898, Jacobs també va actuar en un quartet de corda sota la direcció de César Thomson.
El tercer volum de David Popper's Graduate School of Cello Play (1902) està dedicat a Jacobs.